# Condado de Hongcheon
El Condado de Hongcheon (Hongcheon-gun) es un condado y ciudad de la Provincia de Gangwon, Corea del Sur. La ciudad esta establecida al norte del río Hongcheon, y al sureste de Chuncheon. Este condado es productor de Ginseng, maíz y otros vegetales. Al 2010, el condado registró una población de 70.401 habitantes.

## Historia
El nombre histórico de Hongcheon era BulRyeokChunHyeon, durante el reinado de Goguryeo. El Rey Gyeondgduk cambió su nombre a YoungHyeon de Sak-Ju. En 1043 fue nombrada Hongcheon durante el reinado del Rey In-Jong. Tras la independencia de Corea del Sur en 1945, el condado ha sufrido cambios administrativos.
El emblema del Condado de Hongcheon, una descripción de una hoja y rocío, simboliza el medio ambiente limpio, el patriotismo y el amor por su pueblo.

## Geografía
Hongcheon está localizado en la Provincia de Gangwon. El condado está ubicado en el medio de la península, por área (1.818 km²) es el más grande de Corea. Esta rodeado por la ciudad de Chuncheon por el norte, el Condado de Inje y el Condado de Yangyang por el noreste, por el Condado de Gapyeong y la Provincia de Gyeonggi por el oeste, por los condados de Hoengseong y Pieonchang por el norte y Pieonchang por el sur.

## Clima
| Parámetros climáticos promedio de Hongcheon            | Parámetros climáticos promedio de Hongcheon | Parámetros climáticos promedio de Hongcheon | Parámetros climáticos promedio de Hongcheon | Parámetros climáticos promedio de Hongcheon | Parámetros climáticos promedio de Hongcheon | Parámetros climáticos promedio de Hongcheon | Parámetros climáticos promedio de Hongcheon | Parámetros climáticos promedio de Hongcheon | Parámetros climáticos promedio de Hongcheon | Parámetros climáticos promedio de Hongcheon | Parámetros climáticos promedio de Hongcheon | Parámetros climáticos promedio de Hongcheon | Parámetros climáticos promedio de Hongcheon |
| Mes                                                    | Ene.                                        | Feb.                                        | Mar.                                        | Abr.                                        | May.                                        | Jun.                                        | Jul.                                        | Ago.                                        | Sep.                                        | Oct.                                        | Nov.                                        | Dic.                                        | Anual                                       |
| ------------------------------------------------------ | ------------------------------------------- | ------------------------------------------- | ------------------------------------------- | ------------------------------------------- | ------------------------------------------- | ------------------------------------------- | ------------------------------------------- | ------------------------------------------- | ------------------------------------------- | ------------------------------------------- | ------------------------------------------- | ------------------------------------------- | ------------------------------------------- |
| Temp. máx. abs. (°C)                                   | 14.1                                        | 19.8                                        | 23.9                                        | 32.5                                        | 35.0                                        | 36.2                                        | 38.3                                        | 41.0                                        | 34.5                                        | 29.1                                        | 25.6                                        | 16.7                                        | 41.0                                        |
| Temp. máx. media (°C)                                  | 1.6                                         | 5.1                                         | 11.2                                        | 19.3                                        | 24.2                                        | 28.0                                        | 29.5                                        | 30.2                                        | 25.9                                        | 19.9                                        | 11.3                                        | 4.1                                         | 17.5                                        |
| Temp. media (°C)                                       | -5.5                                        | -2.3                                        | 3.7                                         | 10.8                                        | 16.3                                        | 21.0                                        | 24.0                                        | 24.2                                        | 18.7                                        | 11.6                                        | 4.1                                         | -2.6                                        | 10.3                                        |
| Temp. mín. media (°C)                                  | -11.5                                       | -8.4                                        | -2.6                                        | 3.1                                         | 9.4                                         | 15.3                                        | 20.0                                        | 20.1                                        | 14.0                                        | 5.9                                         | -1.4                                        | -8.0                                        | 4.7                                         |
| Temp. mín. abs. (°C)                                   | -28.1                                       | -24.8                                       | -16.8                                       | -8.0                                        | 0.2                                         | 4.7                                         | 9.9                                         | 8.5                                         | 0.4                                         | -6.4                                        | -14.7                                       | -22.8                                       | -28.1                                       |
| Días de nevadas (≥ 1 mm)                               | 7.4                                         | 5.7                                         | 3.6                                         | 0.4                                         | 0.0                                         | 0.0                                         | 0.0                                         | 0.0                                         | 0.0                                         | 0.1                                         | 2.1                                         | 5.7                                         | 24.7                                        |
| Fuente: Administración meteorológica de Corea del Sur. |                                             |                                             |                                             |                                             |                                             |                                             |                                             |                                             |                                             |                                             |                                             |                                             |                                             |

## Flora y fauna
La Erigeron annuus, una planta nativa de América del Norte, se encuentra en el condado y fue introducida en los 1990. La flor del condado es la Azalea.

## Cultura
El condado es uno de los mayores productores de carne de res del país.
Entre los festivales de cosecha en Hongcheon se incluyen el Festival de Chal Oksusu (maíz), el Festival Mugunga (Hibiscus) y el Festival Ginseng.

## Personas notables
Es el lugar de nacimiento de Lee Young-Pyo, quien jugó por la selección de fútbol de Corea del Sur. 